# Miczuły
Miczuły (niem. Rochau, do 1938 r. Mitschullen) – wieś sołecka w Polsce położona w województwie warmińsko-mazurskim, w powiecie gołdapskim, w gminie Banie Mazurskie.
W latach 1975–1998 miejscowość administracyjnie należała do województwa suwalskiego.